# Francis Rennell Rodd
Francis James Rennell Rodd (Londra, 25 ottobre 1895 – Presteigne, 15 marzo 1978) è stato un generale ed esploratore britannico, fu presidente della Royal Geographical Society.

## Biografia
Figlio del diplomatico inglese James Rennell Rodd, barone di Rodd, parlava 4 lingue. Ufficiale del Military Intelligence durante la prima guerra mondiale.
Nel dopoguerra fece due spedizioni geografiche nel Sahara centrale (nel 1922 e 1927).
Nel 1939 fu richiamato in servizio nell'esercito e nel marzo 1943, nominato brigadier generale, fu a capo dell'AMGOT. In questa veste fu a capo dell'amministrazione militare alleata dopo la sbarco in Sicilia dal luglio 1943 fino al febbraio 1944.
Poi, da maggior generale, fu a capo dell'amministrazione alleata in Medio Oriente ed Est Africa.
Finita la guerra, nel 1945 fu nominato presidente della Royal Geographic Society fino al 1948, e fu membro del consiglio della compagnia aerea British Overseas Airways Corporation (BOAC) dal 1954 al 1965.

## Onorificenze

### Onorificenze britanniche
- Deputy lieutenant

## Scritti
- Introduzione, in George Robert Gayre, Italy in transition: extracts from the private journal of , London, Faber and Faber, 1946
- British military administration of occupied territories in Africa during the years 1941-1947, London, His Majesty's Stationery Office, 1948 (ristampa: Westport, Greenwood Press, 1970)